# Eishockey-Bundesliga (Österreich) 1967/68
Meister der Österreichischen Eishockey-Liga 1967/68 wurde zum elften Mal der Vereinsgeschichte und zum fünften Mal in Serie der EC KAC. 

## Bundesliga

### Modus
Die sechs Vereine spielten jeweils zwei Mal gegeneinander. 

### Endtabelle (10 Runden)
```
#  Team             GP    W   T   L     Tore     P
     GP = absolvierte Spiele
1. 
EC KAC
           10    7   3   0    63: 25   17      W = Gewonnen
2. 
Innsbrucker EV
   10    5   3   2    40: 22   13      T = Unentschieden
3. 
EC Kitzbühel
     10    4   3   3    38: 31   11      L = Verloren
4. 
ATSE Graz
        10    2   3   5    20: 38    7      P = Punkte
5. 
Wiener EV
        10    1   4   5    30: 50    6
6. 
VEU Feldkirch
    10    2   2   6    36: 61    6
```

## Nationalliga A

### Endtabelle (10 Runden)
```
#  Team                GP    W   T   L     Tore     P
     GP = absolvierte Spiele
1. 
EC Ehrwald
         10    9   0   1    76: 26   18      W = Gewonnen
2. 
EK Zell am See
     10    8   0   2    51: 20   16      T = Unentschieden
3. 
EC Innsbruck Pradl
 10    5   0   5    43: 46   10      L = Verloren
4. 
ASKÖ Wien
          10    4   0   6    34: 36    7      P = Punkte
5. 
Grazer AK
          10    3   0   7    27: 54    6
6. 
EV Zeltweg
         10    1   0   9    24: 73    2

(ASKÖ Wien wurde wegen Nichtantretens gegen Ehrwald ein Punkt abgezogen)
```